# Anan (Tokushima)
Pour les articles homonymes, voir Anan.
Anan (阿南市, Anan-shi) est une ville située dans la préfecture de Tokushima, au Japon.

## Géographie

### Situation
Anan est située dans l'est de l'île de Shikoku, au bord du canal de Kii. Le cap Kamoda se trouve au sud-est de la ville.

### Municipalités limitrophes
| Katsuura | Komatsushima | canal de Kii    |
| Naka     | Aman         | canal de Kii    |
| Minami   | Minami       | océan Pacifique |

### Démographie
En janvier 2020, la population d'Anan s'élevait à 72 614 habitants, répartis sur une superficie de 279,25 km2.

### Climat
Anan a un climat subtropical humide avec des étés chauds et des hivers frais. Les précipitations sont élevées, mais il y a une différence prononcée entre les étés plus humides et les hivers plus secs. La température annuelle moyenne à Anan est de 16,7 °C. La pluviométrie annuelle moyenne est de 1 993,3 mm, septembre étant le mois le plus humide.

## Histoire
Des fouilles archéologiques ont mis au jour à Anan des installations minières d'exploitation du cinabre datant de la période Yayoi.
Comme pour toute la préfecture de Tokushima, la région d'Anan faisait partie de l'ancienne province d'Awa. Pendant l'époque d'Edo, la région faisait partie des possessions du domaine de Tokushima gouverné par le clan Hachisuka.
Le 1er octobre 1889, les villages de Tomioka et Tachibanaura sont créés. Tomioka est élevé au statut de bourg en 1905 et Tachibanaura en 1912. Les deux bourgs ont fusionné le 1er mai 1958 pour former la ville d'Anan.

## Transports
Anan est desservie par la ligne Mugi de la JR Shikoku. La gare d'Anan est la principale gare de la ville.

## Personnalité liée à la ville
- Tōji Kamata (né en 1951), universitaire